# Goupillières (Calvados)
Goupillières település Franciaországban, Calvados megyében. Lakosainak száma 178 fő (2015). Goupillières Grimbosq, Les Moutiers-en-Cinglais, Ouffières és Trois-Monts községekkel határos.

## Népesség
A település népességének változása:
| Lakosok száma | 78   | 89   | 117  | 115  | 150  | 156  | 178  | 176  | 178  | 179  |
|               | 1968 | 1975 | 1982 | 1990 | 1999 | 2006 | 2011 | 2013 | 2015 | 2016 |